# Opzioni in Alto Adige

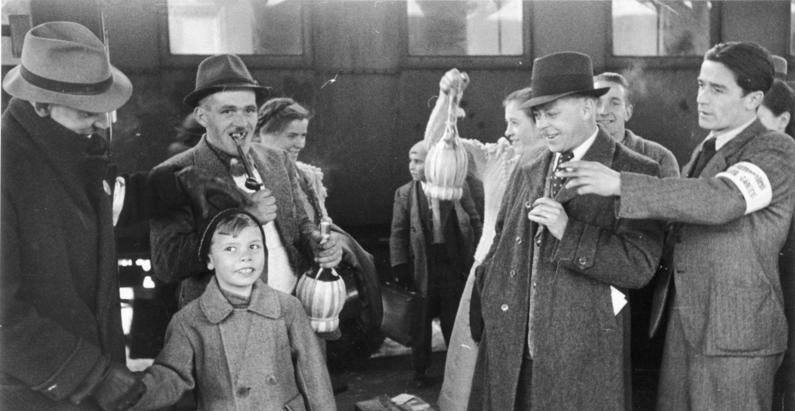
Optanten sudtirolesi in arrivo alla stazione di Innsbruck (1940)

Le opzioni in Alto Adige (in tedesco: Option in Südtirol o Südtiroler Umsiedlung) furono il sistema scelto nel 1939, previo accordo tra Regno d'Italia e Germania nazista, per risolvere il contenzioso sull'Alto Adige e sulle altre isole linguistiche tedesche e ladine presenti in Italia. Alla popolazione di lingua tedesca, ladina, mochena e cimbra fu chiesto di scegliere se diventare cittadini tedeschi e conseguentemente trasferirsi nei territori del Terzo Reich o se rimanere cittadini italiani, integrandosi nella cultura italiana e rinunciando ad essere riconosciuti come minoranza linguistica.
Le opzioni finirono di fatto nel settembre del 1943, con l'occupazione tedesca della provincia di Bolzano. Esse vengono chiamate anche la "Grande Opzione" (Große Option), per distinguerla dalle altre opzioni, minori, che avvennero nell'Alto Adige immediatamente dopo la sua annessione all'Italia avvenuta nel 1919.

## Storia

### Contesto

#### 1919-1922
L'Alto Adige, per secoli parte integrante, all'interno del Tirolo, delle terre asburgiche, era abitato in grande prevalenza da popolazioni di lingua germanica e venne annesso al Regno d'Italia alla fine della prima guerra mondiale, in base al trattato di Saint-Germain del 1919.
Le autorità italiane perseguirono una politica di italianizzazione, proseguita durante il ventennio fascista. Ai primi di agosto del 1920, la Camera discusse il disegno di legge per approvare il trattato e annettere i nuovi territori. Solo Matteotti, Turati e Riboldi proposero nei loro interventi il diritto all’autodecisione della popolazione sudtirolese attraverso un plebiscito, che fu invece riconosciuto a quella della Carinzia. Il disegno di legge fu approvato dalla Camera con 170 voti favorevoli e 48 contrari, e al Senato, all’epoca nominato dal re, passò all’unanimità.
Alle minoranze etnolinguistiche fu offerta la possibilità di trasferirsi nello stato vicino in cui si parlava la propria lingua. Nell’articolo 78 del trattato compare già il termine “opzione” col significato, proprio del diritto diplomatico, che avrà nell’accordo italo-tedesco del 1939, ma riguardante una facoltà personale dei cittadini e non un’operazione organizzata e gestita dallo Stato.
L’articolo 80 specifica invece gli stati in cui è possibile il trasferimento e stabilisce i criteri, su base etnica e linguistica, per avvalersi del diritto all’opzione.
Il trattato approvato col disegno di legge, dunque, era volto a consentire il trasferimento delle minoranze linguistiche senza un preciso intento di italianizzazione; tuttavia, il contesto politico e sociale in cui fu approvato era caratterizzato dal “principio della primazia dello stato nazionale monoetnico sui diritti delle persone ad abitare il territorio natale”, presente già prima della Grande Guerra e mantenuto, se non estremizzato, sotto il Fascismo. Nello specifico, dal punto di vista giuridico, “lo jus sanguinis continuava a prevalere sullo jus soli”.

#### 1923-1937
Nel 1923 fu istituita l'obbligatorietà della lingua italiana nelle scuole per tutta la popolazione e poco alla volta venne sospeso l'insegnamento in lingua tedesca. Il tedesco venne progressivamente bandito dalla vita pubblica, nella pubblica amministrazione venne previsto l'uso della sola lingua italiana.
A partire dal 1927, quando Bolzano divenne capoluogo di provincia, i funzionari pubblici appositamente inviati in Alto Adige iniziarono gradatamente a sostituire i toponimi con il corrispettivo in italiano, utilizzando un apposito prontuario per l'italianizzazione dei nomi, redatto dal trentino Ettore Tolomei. Anche diversi cognomi furono tradotti o italianizzati nell'ambito di una campagna definita come "reintegrazione italica": ad esempio, per il cognome Hüttler, Hitthaler e Hitler venne proposto l'italiano Casolari (a motivo del fatto che Hütte, in tedesco, ha un significato analogo a casolare, casetta). L'italianizzazione dei cognomi palesemente stranieri fu affidata alla volontà dei singoli, ma era comunque obbligatoria per gli impiegati pubblici.

Merano, manifestazione del locale Partito Nazionalsocialista

Tra il 1928 e il 1930 si organizzò la resistenza della popolazione di lingua tedesca, per mantenere il proprio carattere nazionale e opporsi alla snazionalizzazione. Ai bambini veniva insegnato - illegalmente - il tedesco nelle cosiddette Katakombenschulen (letteralmente “scuole nelle catacombe”) e la stampa e le associazioni cattoliche in lingua tedesca resistettero sotto la protezione del Vaticano. L'operazione di italianizzazione della popolazione attraverso l'utilizzo esclusivo dell'italiano nelle scuole di conseguenza non diede i risultati sperati e il governo scelse di incentivare l'immigrazione da altre zone dell'Italia.
Le tendenze filo asburgiche della popolazione di lingua tedesca che sognava l'indipendenza o la riunificazione all'Austria furono soppiantate dall'irredentismo pangermanico propugnato dalle varie sezioni del partito nazionalsocialista che nel frattempo erano sorte in tutto l'Alto Adige ed avevano fatto breccia soprattutto presso i giovani. A partire dal 1933, con la presa del potere in Germania di Adolf Hitler, le aspirazioni della popolazione di lingua tedesca si rinsaldarono ulteriormente dando sfogo anche a manifestazioni che crearono problemi di ordine pubblico. Sorse anche un movimento clandestino di resistenza, il Völkischer Kampfring Südtirols (VKS) di ispirazione nazista, fondato da Peter Hofer.
A fine agosto del 1933 fu inviato a Bolzano il nuovo prefetto Giuseppe Mastromattei con l'incarico di risolvere la questione. Mastromattei approntò un piano per favorire l'industrializzazione e la modernizzazione della regione, che era tradizionalmente agricola, e convinse personalmente alcune grandi aziende come la Montecatini, la Lancia e la Falck a costituire un'importante area industriale in Alto Adige, sfruttando l'energia idroelettrica prodotta da centrali potenziate o costruite ex novo negli anni precedenti.
Il 20 dicembre 1936 fu ufficialmente inaugurata la nuova zona industriale di Bolzano e presto un gran numero di operai vi trovò lavoro; tra essi moltissimi erano immigrati dal Trentino, dal Veneto e dal Friuli. Bolzano era così avviata a vedere un notevole incremento della popolazione che da circa trentamila del 1919 sarebbe passata ad oltre centomila, ora prevalentemente italofona. L'arrivo di migliaia di operai italiani suscitò le proteste dei cittadini germanofoni che temevano di essere messi in minoranza come popolazione.

### Le trattative italo-tedesche
A seguito dell'Anschluss tedesco dell'11 marzo 1938, l'Austria era stata inglobata nel Terzo Reich e rinominata Ostmark, pertanto la Germania subentrò nell'annoso contenzioso che a lungo aveva opposto l'Italia e l'Austria sulla questione dell'Alto Adige. Già all'ingresso delle truppe tedesche a Innsbruck vi erano state delle manifestazioni antiitaliane e la cosa allarmò la diplomazia italiana.
In una lettera a Mussolini dell'11 marzo 1938, Hitler aveva solennemente proclamato l'intangibilità della frontiera fra i due paesi. Venne quindi ripresa l'idea esposta da Hermann Göring a Ulrich von Hassell nel gennaio 1937, che prevedeva il trasferimento di tutta la popolazione di lingua tedesca dell'Alto Adige in Germania. Il primo contatto in questo senso fu avviato dal console tedesco a Milano Otto Bene che in un incontro riservato prospettò questa soluzione al prefetto di Bolzano Mastromattei, ma Mussolini respinse la proposta.

Il prefetto di Bolzano Giuseppe Mastromattei incontra Hitler presso il Brennero

Dopo una serie di contatti fra i rappresentanti tedeschi e italiani (per parte tedesca la questione venne seguita in particolare da Göring e Heinrich Himmler, per parte italiana da Galeazzo Ciano e dai diplomatici dell'ambasciata di Berlino). La questione riprese vitalità alla vigilia della firma del Patto d'Acciaio tra Germania e Italia del 22 maggio.
In questa occasione l'ambasciatore italiano a Berlino Bernardo Attolico esaminando le proposte tedesche per l'alleanza ribadì che la risoluzione della questione altoatesina era di fondamentale importanza. Il 6 maggio 1939 il concetto fu ribadito dal ministro degli esteri italiano Galeazzo Ciano all'omologo Ribbentrop, appositamente venuto a Milano. Il 17 giugno 1939 Heinrich Himmler fu ufficialmente incaricato di condurre le trattative e di raggiungere una risoluzione. Da parte loro le autorità italiane desideravano ottenere la partenza di tutti i cittadini di nazionalità tedesca (circa diecimila) e dei circa quattromila allogeni vicini al partito nazionalsocialista che avevano provocato disordini negli anni precedenti. Da parte loro invece i tedeschi avrebbero preferito un accordo più vago che avesse permesso di ritornare in futuro sulla questione.
Il 23 giugno, al comando delle SS di Berlino, vi fu un nuovo incontro tra la delegazione italiana guidata da Attolico e Mastromattei e i rappresentanti tedeschi con Himmler, il console Bene e Karl Wolff. Himmler ripropose l'ipotesi del trasferimento in massa di tutti gli altoatesini mentre Attolico ribadì la posizione italiana di consentire agli allogeni di scegliere mediante le opzioni entro il 31 dicembre 1939 (30 giugno 1940 per i prelati), proposta che fu accettata dai tedeschi. Da parte tedesca il console Otto Bene fu designato come delegato per la questione altoatesina, da parte italiana la scelta cadde sul prefetto Mastromattei. Gli accordi sulle opzioni furono poi ufficialmente sottoscritti il 21 ottobre 1939 a Roma e la notizia recante tutte le disposizioni fu pubblicata in Alto Adige sul quotidiano fascista "La Provincia di Bolzano".
Una nota dell'Agenzia Stefani ne tratteggiò le linee essenziali:
(Nota diffusa dall'Agenzia Stefani)
Dopo aver deciso per una delle due opzioni, tale decisione diveniva irrevocabile. L'opzione era data solamente ai capifamiglia (che decidevano per la moglie e i figli) e ai maggiorenni (all'epoca con un'età di 21 anni).
Al fine di gestire l'opzione le autorità tedesche predisposero numerosi distaccamenti nelle località della provincia di Bolzano. Spesso questi distaccamenti si trasformarono in centri di propaganda con l'obiettivo di convincere il maggior numero possibile di allogeni ad abbandonare l'Italia, facendo anche circolare false notizie come quella che i non optanti sarebbero stati trasferiti coattamente in Sicilia dalle autorità italiane (la cosiddetta "minaccia siciliana"). In diversi casi il prefetto Mastromattei procedette all'arresto di militanti del partito nazista che spesso erano appositamente giunti dalla Germania e che operavano come agitatori. Alcuni di loro chiesero un incontro con Mussolini che si svolse solo nel marzo 1940, dopo l'accordo sulle opzioni. Per i religiosi invece il termine per le opzioni venne a giugno 1940.
Per gli Optanten non era automatico il trasferimento in Germania; questi dovevano essere di pura razza ariana e per dimostrarlo bisognava procurarsi certificati di nascita e matrimonio dei propri antenati. Il tutto andava a confluire in un libretto denominato Ahnenpass, già utilizzato in Germania dal 1933.

### Lo svolgimento delle opzioni

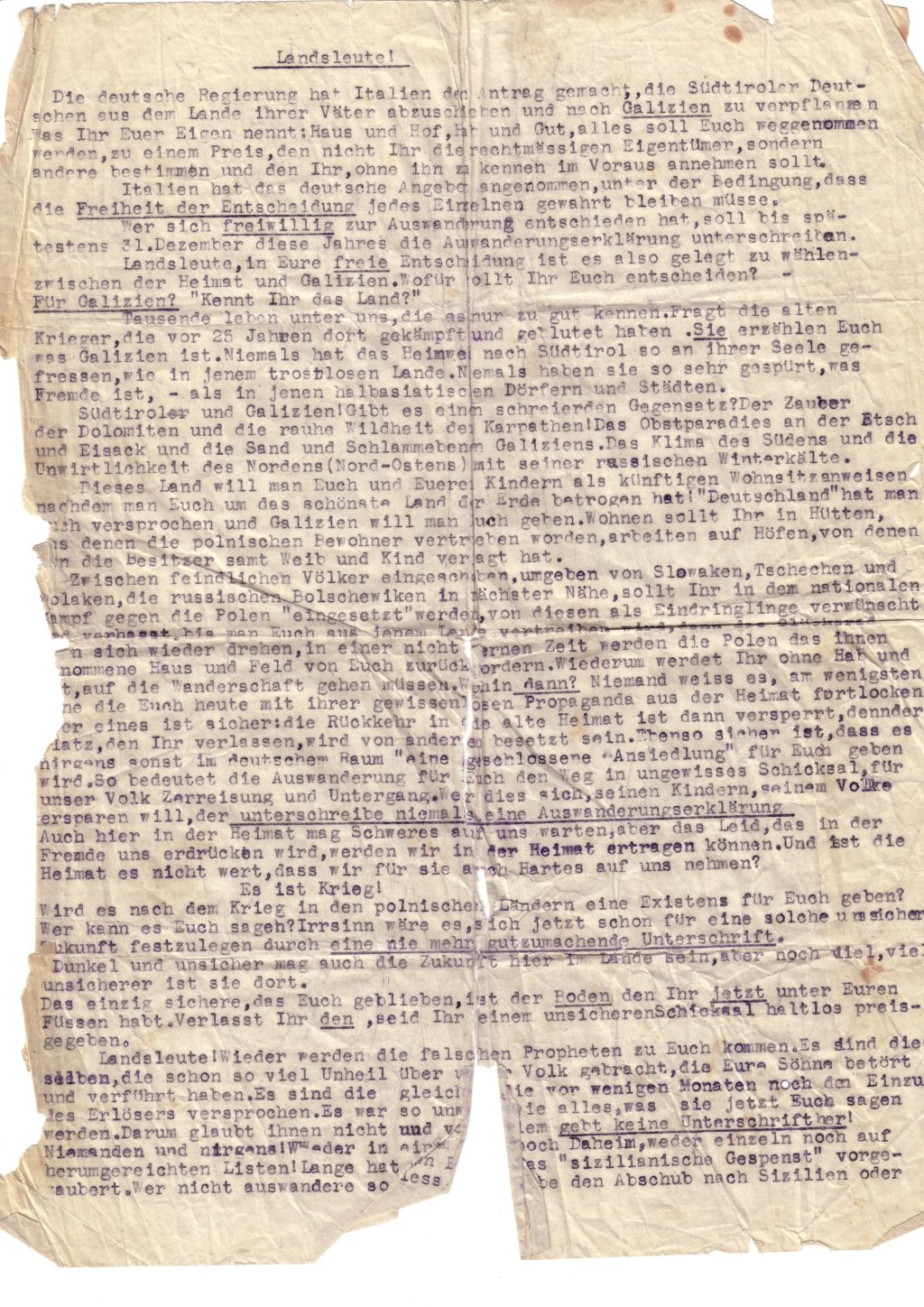
Un volantino del gruppo di tedeschi che rimasero (Andreas-Hofer-Bund)

Il termine per optare fu deciso per il 31 dicembre 1939 e gli interessati nelle province di Bolzano, Trento, Belluno e Udine furono chiamati a scegliere se rimanere in Italia, senza alcun riconoscimento quale minoranza di lingua tedesca o ladina, rimanendo cittadini italiani a pieno titolo, ma venendo assimilati, o se assumere la cittadinanza tedesca, perdendo quella italiana, ed emigrare nella Germania nazista, ipotesi nota come Option für Deutschland (opzione per la Germania). Secondo i dati diffusi provvisoriamente dal ministero degli interni italiano questi furono i risultati:
| Zona            | Votanti | Optanti per la Germania | Optanti per l'Italia | Note                                   |
| --------------- | ------- | ----------------------- | -------------------- | -------------------------------------- |
| Bolzano         | 229.500 | 166.488                 | 63.012               | Provincia di Bolzano                   |
| Trentino (Egna) | 24.453  | 13.015                  | 11.438               | Provincia di Trento                    |
| Tarvisiano      | 5.603   | 4.576                   | 1.027                | Provincia di Udine                     |
| Ampezzano       | 7.429   | 1.006                   | 6.423                | Provincia di Belluno                   |
| Varie           | 280     | 280                     | -                    | Provincia di provenienza non accertata |
| Totale optanti  | 267.265 | 185.365                 | 81.900               |                                        |

Furono coinvolte nelle Opzioni anche i territori germanofoni di Luserna e della Valle dei Mocheni in Provincia di Trento. I dati diffusi successivamente, confrontati anche con quelli in possesso dei tedeschi, furono lievemente più favorevoli all'opzione per l'Italia: su 266.985 persone chiamate al voto, 185.085 (69,32%) avevano optato per la Germania; ad essi andavano aggiunti i cittadini già tedeschi residenti in Alto Adige (circa 10.000), che secondo gli accordi erano automaticamente trasferiti nel Reich.
I dati ufficiali in seguito sono stati variamente reinterpretati: si ritiene che l'85%-90% della popolazione in provincia di Bolzano optò per l'emigrazione (coloro che fecero questa scelta furono chiamati Optanten). Coloro che non optarono furono automaticamente considerati cittadini italiani. I primi gruppi di optanti cominciarono a partire per la Germania già nel 1939 fino al 31 dicembre 1942, in seguito prorogato al 1943, per un totale di 44.680. Molti pur avendo optato per la Germania avevano poi lasciato perdere la questione preferendo restare in Italia, soprattutto quando gli eventi bellici voltarono a sfavore del Terzo Reich.
Secondo il prete cattolico Michael Gamper tra le diverse ragioni che fecero optare per la Germania vi fu anche la "paura di finire in Sicilia", fomentata dalla propaganda di Goebbels, che seminò il panico fra molti sudtirolesi. In realtà da parte fascista non vi era alcun piano in questo senso. La paura invece per gli Optanten era quella di non sapere in quale parte della Germania sarebbero andati a vivere. Diverse erano le ipotesi: la Galizia, la Borgogna, la Carinzia meridionale, la Stiria, la Crimea; insomma erano sicuri di cosa abbandonavano, ma non a cosa andavano incontro. Tuttalpiù a loro era destinata un'eguale proprietà come la avevano in Sudtirolo: stessa casa, stessi campi, stessi animali, eccetera.

Marzo 1940: Mussolini riceve gli altoatesini optanti per l'Italia

Il 30 gennaio 1940 il Völkischer Kampfring Südtirols (VKS) fu trasformato da Peter Hofer con l'aiuto delle autorità tedesche nella Arbeitsgemeinschaft der Optanten für Deutschland ("Associazione degli optanti tedeschi"). Essa aveva il compito di dare supporto agli emigranti e di fatto fu l'associazione dei residenti di lingua tedesca della provincia di Bolzano che scelsero di emigrare nel Terzo Reich, a cui fu permesso di avere la qualità di cittadini tedeschi e di far parte delle associazioni tirolesi.
La popolazione che scelse di rimanere si organizzò invece nell'Andreas-Hofer-Bund ("Lega di Andreas Hofer") che ebbe spesso l'appoggio della Chiesa e dei sacerdoti locali e fu diretta da Friedl Volgger e Hans Egarter. Al contrario, il vescovo di Bressanone della Diocesi di Bolzano-Bressanone decise di "seguire il suo gregge", optando per il Reich, seguito anche dal vicario generale della diocesi Alois Pompanin.
Le opzioni dilaniarono la società altoatesina. Vi fu chi, consigliato dal Deutscher Verband, scelse di rimanere (Dableiber) e fu additato come traditore. Dall'altra parte vi fu chi seguì il Völkischer Kampfring Südtirols che spingeva la popolazione a partire per la Germania (Optanten) e venne qualificato come nazista. Il suo motto era Heim ins Reich ("torniamo nella nostra antica patria").
All'inizio del 1940 iniziarono a partire ogni giorno treni speciali per trasferire gli optanti al di là del Brennero; in seguito il ritmo iniziò a rallentare e anche i sudtirolesi iniziarono a rallentare la loro partenza date le notizie provenienti dal fronte. In totale emigrarono circa 75.000 persone, in maggior parte in Tirolo del Nord, nel Vorarlberg e in Baviera. Altre ancora in Lussemburgo, Slovenia e Cecoslovacchia, allora già conquistate da Hitler. Una parte di questi terminò il suo viaggio nel Tirolo del Nord nei pressi di Innsbruck, nella località Pradl dove sostarono per un loro futuro invio. A fine guerra solamente 20.000 tornarono in patria, mentre gli altri rimasero in Austria o in Germania.
Nel marzo 1940 Mussolini decise di ricevere una delegazione di altoatesini che avevano scelto di restare in Italia, sebbene inizialmente non avesse intenzione di riceverne alcuna. In polemica con i tedeschi che avevano fatto circolare la falsa notizia che gli optanti per l'Italia sarebbero stati deportati in Sicilia, se non nell'Africa Orientale Italiana, Mussolini rassicurò: "Nessuno ha mai pensato e penserà di allontanarvi dalle vostre case".
Al di fuori degli accordi, anche gli abitanti della Valle dei Mocheni e di Luserna furono ammessi alle opzioni, ma l'emergenza bellica rallentò questo processo. Le prime partenze si svolsero infatti nell’aprile del 1942 e avevano come destinazione il Protettorato di Boemia e Moravia, con la tappa intermedia del “campo di transito di Hallein”.

### Occupazione tedesca

Dopo l'armistizio truppe tedesche a Bolzano accolte festosamente dalla popolazione

Lo scoppio della seconda guerra mondiale non permise che l'italianizzazione e la riallocazione oltreconfine delle persone di lingua tedesca venissero interamente completate. La Wehrmacht occupò la provincia di Bolzano, quella di Trento, la provincia di Belluno e parte della Val Canale quasi contemporaneamente alla diffusione della notizia dell'armistizio dell'8 settembre 1943 e il 10 settembre successivo fu creata la Zona d'Operazione delle Prealpi (Alpenvorland): l'emigrazione fu quindi ufficialmente fermata.

Peter Hofer a sinistra in borghese

Franz Hofer divenne Gauleiter dell'Alpenvorland e Peter Hofer venne nominato Volksgruppenführer (una sorta di capo nazista del gruppo etnico tedesco) e prefetto di Bolzano. Peter Hofer rimase ucciso nella sua auto durante un bombardamento alleato il 2 dicembre 1943 e fu sostituito da Karl Tinzl che nel dopoguerra divenne deputato della Südtiroler Volkspartei.
La Arbeitsgemeinschaft der Optanten für Deutschland (ADO) fu sciolta e unificata alla Deutsche Volksgruppe, ma parte dei membri della ADO si unì al Südtiroler Ordnungsdienst (SOD) (Corpo dei Volontari Sud Tirolesi) e prese parte all'eliminazione della popolazione ebraica di Merano. Tentarono inoltre di arrestare i soldati italiani in fuga e attaccarono quelli che erano rimasti, nonostante ciò fosse stato esplicitamente proibito dalle autorità del Terzo Reich. All'interno del territorio altoatesino fu proibita l'apertura di uffici della Repubblica Sociale Italiana (pur facendone formalmente parte) e fu vietato l'arruolamento nell'esercito repubblichino; tutti i funzionari e i podestà italiani vennero rimpiazzati da tedeschi.
Alla provincia di Bolzano furono riaggregati i comuni della Bassa Atesina e quelli ladini di Cortina d'Ampezzo, Livinallongo e Colle Santa Lucia.

### Dopoguerra

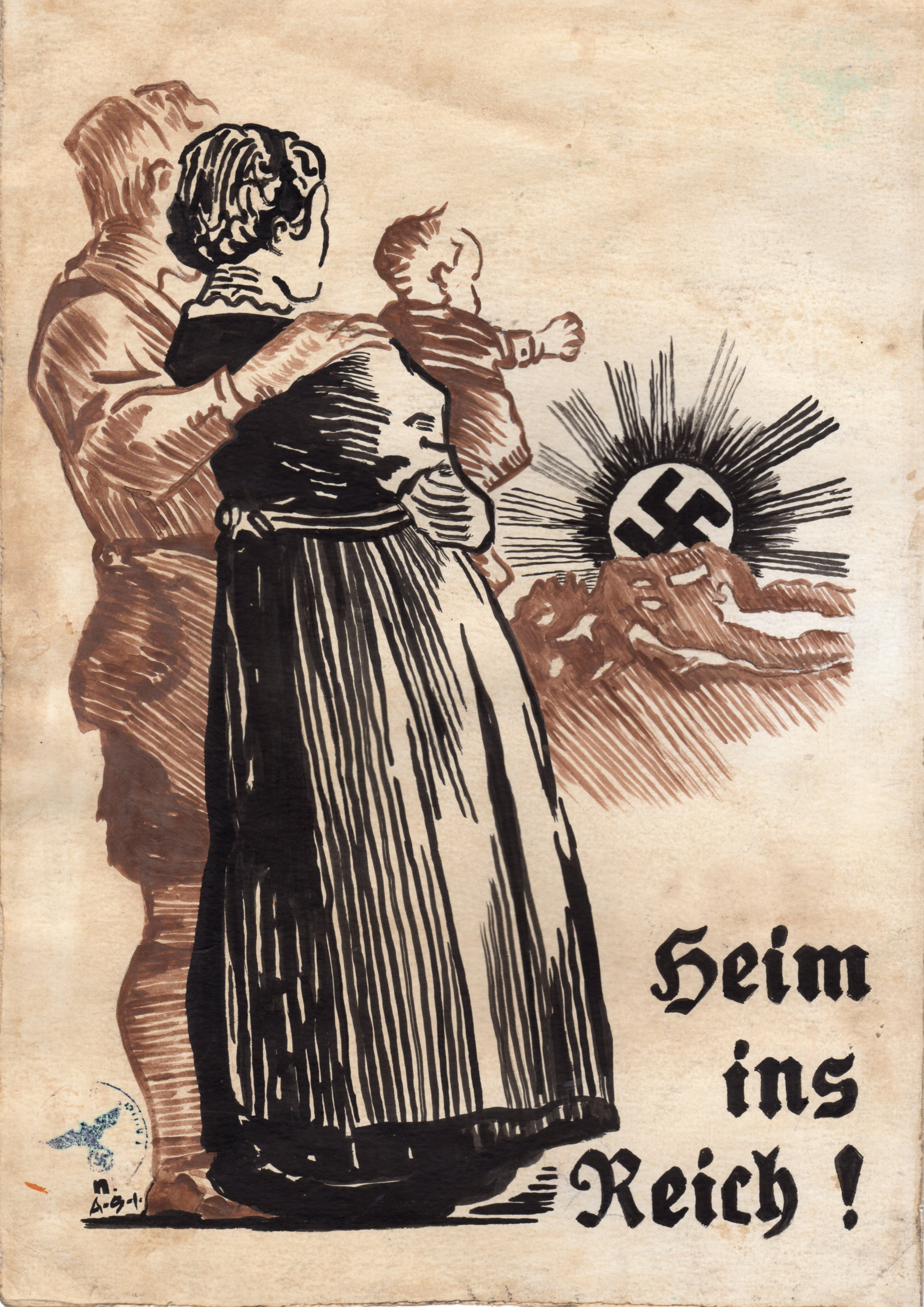
Propaganda nazista per le Opzioni con famiglia sudtirolese in costume e lo slogan Heim ins Reich, ca. 1939/40

Dopo il 1945 la provincia di Bolzano e la provincia di Trento tornarono sotto giurisdizione italiana e circa un terzo degli optanti per la Germania rientrò in Italia; tra questi c'erano anche molti ex sostenitori del Partito Nazionalsocialista, che scelsero di riprendere la cittadinanza italiana a seguito dell'accordo De Gasperi-Gruber (cosiddetti rioptanti). Chi ritornò dovette registrarsi insieme ai propri figli dimostrando, tramite un certificato di nascita, di avere diritto alla cittadinanza italiana. Il ritorno degli optanti mise a dura prova la convivenza pacifica tra la popolazione di lingua italiana e quella tedesca. Della delicata questione si occupò l'Ufficio per le zone di confine, che dal 1947 al 1954 fu sotto la responsabilità politica di Giulio Andreotti.
Nel 2010 fu ritrovato un volantino di Heinrich Mann, camuffato da pubblicità turistica per le Dolomiti, redatto nel luglio 1939 col titolo Deutsche, Hitler verkauft euch! ("[Sudtirolesi] tedeschi, Hitler vi sta svendendo!"), col quale lo scrittore denunciava il tentativo di pulizia etnica associato alle opzioni e invitava la popolazione sudtirolese a resistere. Nel 2020 sono stati scoperti, e successivamente pubblicati e contestualizzati, materiali iconografici di propaganda nazista a favore delle Opzioni per il Terzo Reich. Essi sono stati acquisiti dal Museo storico-culturale della provincia di Bolzano di Castel Tirolo.